# Домаховское сельское поселение
Дома́ховское се́льское поселе́ние — муниципальное образование (сельское поселение) в составе Дмитровского района Орловской области. Расположено на западе района, граничит с Брянской областью.
Образовано 1 января 2006 года. Административный центр — село Домаха. 

## История
Входящие в состав Домаховского сельского поселения земли деревень и поселков Дмитровского района Домаха, Большое-Кричино, Малое Кричино, Упорой, Воронино, д. Кавелино, д. Любощь, п. Журавка, п. Никольский, п. Кенский, п. Воскресенский входили в состав славянских земель вятичей.
17 июля 1954 года к Домаховскому сельсовету был присоединён Упоройский сельсовет.

## Экономика
На территории сельского поселения имеется 308 хозяйств.

## Населённые пункты
В состав сельского поселения входят 10 населённых пунктов:
- Домаха (село)
- Большое Кричино (село)
- Воронино (деревня)
- Воскресенский (посёлок)
- Журавка (посёлок)
- Кавелино (деревня)
- Кенский (посёлок)
- Любощь (деревня)
- Малое Кричино (село)
- Никольский (посёлок)
- Упорой (село)

### Упразднённые
- Гречнев (посёлок)
- Ильинский (посёлок)
- Калиновский (посёлок)
- Михайловский (посёлок)
- Расторог (посёлок)
- Симич (посёлок)
- Старая Любощь (деревня)
- Упоройский (посёлок)
- Филино (посёлок)
- Холчи (посёлок)
- Южный (посёлок)

## Руководители сельского поселения
Список неполный:
- Дубцов, Иван Васильевич (?—1941 год)
- Новиков, Илья Александрович (конец 1940-х)
- Романов, Фёдор Иванович (1970-е годы)[3]
- Василькова, Антонина Николаевна
- Авилкин, Игорь Павлович